# Бюньен
Бюнье́н (фр. Bugnein) — коммуна во Франции, находится в регионе Аквитания. Департамент — Атлантические Пиренеи. Входит в состав кантона Кёр-де-Беарн. Округ коммуны — Олорон-Сент-Мари.
Код INSEE коммуны — 64149.

## География

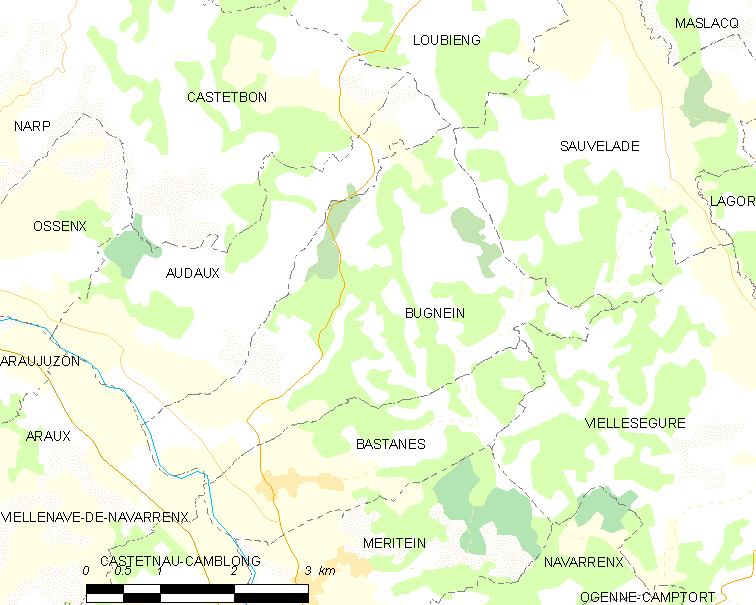
Карта коммуны

Коммуна расположена приблизительно в 660 км к югу от Парижа, в 170 км южнее Бордо, в 34 км к западу от По.
На юго-западе коммуны протекает река Гав-д’Олорон.

### Климат
Климат тёплый океанический. Зима мягкая, средняя температура января — от +5°С до +13°С, температуры ниже −10 °C бывают редко. Снег выпадает около 15 дней в году с ноября по апрель. Максимальная температура летом порядка 20-30 °C, выше 35 °C бывает очень редко. Количество осадков высокое, порядка 1100 мм в год. Характерна безветренная погода, сильные ветры очень редки.

## Население
Население коммуны на 2010 год составляло 228 человек.
| 1962 | 1968 | 1975 | 1982 | 1990 | 1999 | 2010 |
| ---- | ---- | ---- | ---- | ---- | ---- | ---- |
| 299  | 264  | 256  | 243  | 236  | 245  | 228  |

## Администрация
| Период | Период | Фамилия         | Партия | Примечания |
| ------ | ------ | --------------- | ------ | ---------- |
| 1995   | 2014   | Ален Сикр       |        |            |
| 2014   | 2020   | Филипп Сюсбьель |        |            |

## Экономика
В 2010 году среди 137 человек трудоспособного возраста (15-64 лет) 102 были экономически активными, 35 — неактивными (показатель активности — 74,5 %, в 1999 году было 67,8 %). Из 102 активных жителей работали 98 человек (51 мужчина и 47 женщин), безработных было 4 (3 мужчин и 1 женщина). Среди 35 неактивных 9 человек были учениками или студентами, 15 — пенсионерами, 11 были неактивными по другим причинам.

## Достопримечательности
- Замок Белак (XVII век)[4]

## Фотогалерея

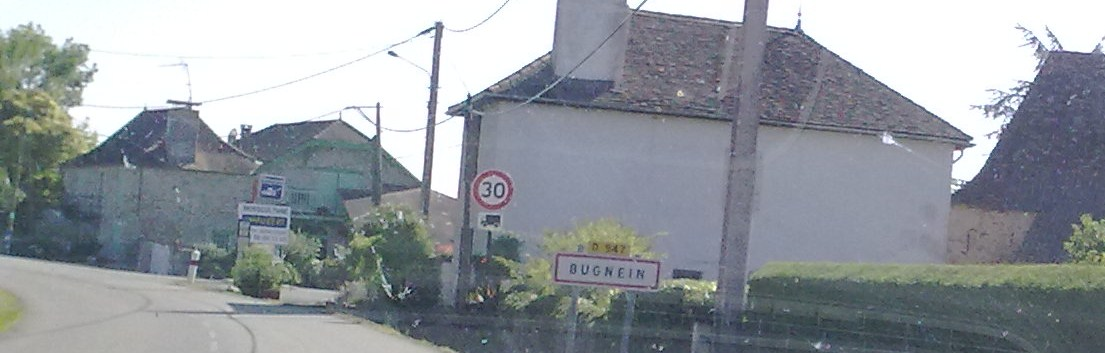
Въезд в Бюньен
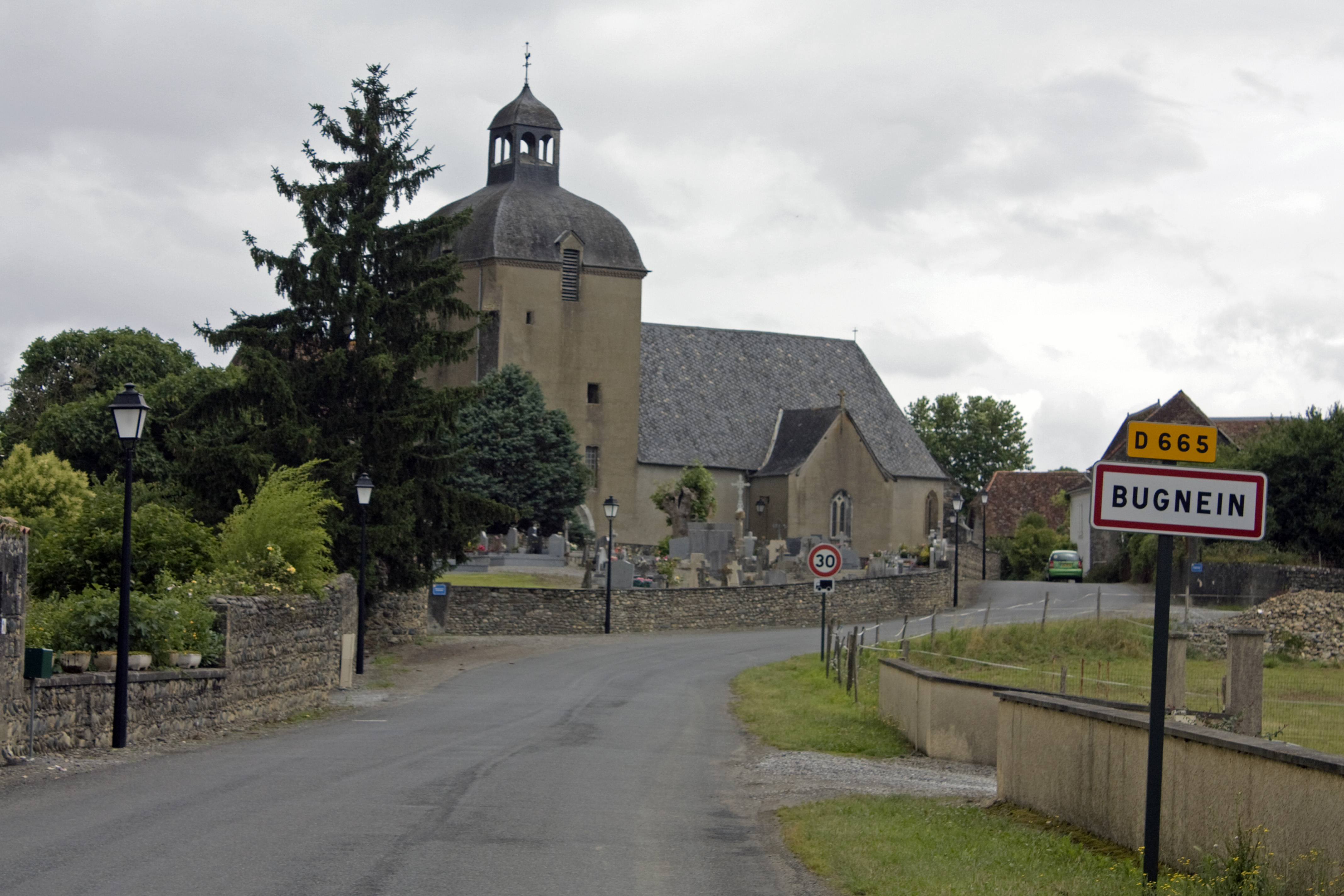
Въезд в Бюньен и церковь
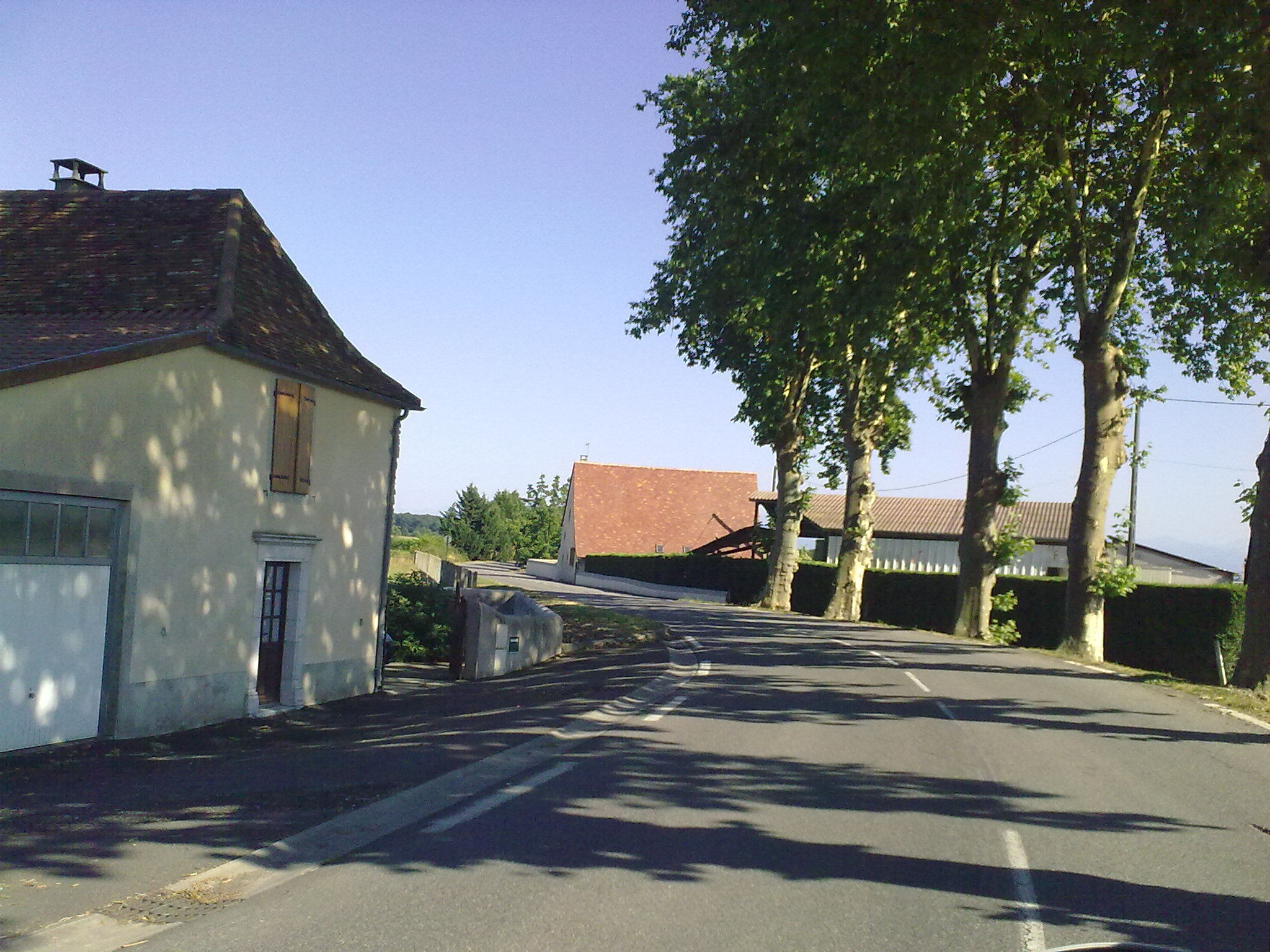
Главная дорога